# Buntspecht
Buntspecht (en français Pic épeiche) est un groupe pop autrichien.

## Histoire
Le groupe est fondé par trois membres d'abord puis s'agrandit à six après la rencontre du violoncelliste Lukas Chytka. Le groupe se fait connaître dès sa fondation en 2016 par les concerts de la ville natale de Vienne. Il réalise lui-même ses premiers enregistrements dans un studio improvisé dans un abri de jardin et les sortent sur le label Phat Penguin Records. Avec le premier album Großteils Kleinigkeiten en 2018, il se fait davantage connaître et donnent des concerts, notamment dans des villes d'Allemagne.
Le deuxième album Draußen im Kopf suit en 2019, également produit de manière indépendante, mais dans des conditions plus professionnelles avec Martin Siewert. Il entre dans le top 10 des ventes d'albums en Autriche. La musique est décrite comme de l'indie pop avec des influences du wienerlied et de la folk. En 2020, la tournée qui suit la sortie de l'album est arrêtée à cause de la pandémie de Covid-19. Le groupe revient dans son abri de jardin et se consacre à la création d'un album en revenant à l'esprit Do it yourself du début. Le quatrième album Spring bevor du fällst est numéro des ventes en Autriche en 2021.

## Discographie
- 2018 : Großteils Kleinigkeiten
- 2019 : Draußen im Kopf
- 2019 : Wer jagt mich wenn ich hungrig bin
- 2021 : Spring bevor du fällst

## Source de la traduction
- (de) Cet article est partiellement ou en totalité issu de l’article de Wikipédia en allemand intitulé « Buntspecht (Band) » (voir la liste des auteurs).

1. ↑  (de) Nadja Tausche, « Gestrandete Piraten vom Donaukanal », sur Süddeutsche Zeitung, 2019 (consulté le 30 juin 2021)
2. 1 2 3  (de) « Neues Buntspecht-Album: Sprachlich verspielt, melodisch verliebt », sur Kurier, 2019 (consulté le 30 juin 2021)
3. ↑  (de) « Buntspecht - Draußen im Kopf », sur austriancharts.at (consulté le 30 juin 2021)
4. ↑  (de) Robert Fröwein, « Buntspecht: Vom Ziel, sich nie wirklich zu finden », sur Kronen Zeitung, 2021 (consulté le 30 juin 2021)
5. ↑  (de) « Austria Top 40 - Alben 25.06.2021 », sur austriancharts.at, 2021 (consulté le 30 juin 2021)